# لا ارسینا
لا ارسینا (به اسپانیایی: La Ercina) یک دهستان اسپانیا است که در استان لئون، اسپانیا واقع شده‌است.

## خصوصیات
لا ارسینا ۱۰۵٬۰۲ کیلومترمربع مساحت و ۵۶۱ نفر جمعیت دارد و ۱٬۱۰۲ متر بالاتر از سطح دریا واقع شده‌است.